# 부여 외리 문양전 일괄
부여 외리 문양전 일괄(扶餘 外里 文樣塼 一括)은 1937년 충청남도 부여군 규암면 외리에 있는 한 절터에서 출토된, 무늬가 새겨진 벽돌(전) 8매를 말한다. 백제 사비시대 미술을 대표하는 이들 문양전은 산수문전과 산수봉황문전, 산수귀문전, 연대귀문전, 연화문전, 와운문전, 봉황문전, 반룡문전 등 8매로 경질의 점토를 틀에서 찍은 것이다. 그 크기는 대체로 한변 29cm, 두께 4cm 내외이다. 이 전돌이 출토될 당시 바닥에 갈린 상태로 발견되었는데, 문양의 위와 아래가 엇갈린 채 놓여 있어서 후대에 다른 용도로 사용하기 위하여 재배치한 것으로 생각된다. 1963년 1월 21일 대한민국의 보물 제343호로 지정되었다. 
부여 외리 문양전은 2019년 기준 역대 해외전시 횟수가 총 22회로 가장 많은 것으로 알려져 있다. 이는 유물 개수가 총 8점이며, 벽돌 형태로 훼손 우려가 적었기 때문에 '백제의 대표 유물'로 선보인 경우가 많았기 때문으로 해석된다.

## 산수문전
산수문전은 모두 2종류가 출토되었는데, 산과 나무, 그리고 물과 바위가 구름과 함께 잘 묘사되고 있는 산수화를 연상케 하고 있다. 도식화된 물결 위에 뾰족한 암석을 세우고 세 봉우리로 이루어진 산이 있는데, 한 문양전에는 산속에 산사로 생각되는 건물과 승려상이 묘사되고 있어서 도교적인 느낌을 주면서도 불교적인 색채가 엿보인다. 그런데 두 전돌은 화제(書題)와 그 기법은 서로 비슷하나 그 상면에 봉황과 흘러가는 구름문양이 각각 다르게 배치되고 있는 차이를 보이고 있다. 이 전돌들은 단순한 자연풍경을 소재로 하여 도식화시키고 있지만 전체적으로 좌우 대칭의 안정된 구도를 보이고 있고, 산과 구름의 표현이 곡선적으로 조화를 이루고 있는데, 그 기법에 원근법이 나타나고 있어서 백제 회화의 한 단면을 잘 살펴볼 수 있는 백제미술의 걸작이다.
이 중 산수문전(山水紋塼)은 암반과 암벽을 전경으로 하고, 그 뒤에는 삼봉으로 이루어진 연산이 첩첩이 들어서 있다. 산봉우리마다 소나무 숲이 서 있고 산 위의 하늘에는 서운이 흐르고 있다. 근경에 나타난 암벽 뒤의 산중턱에 지붕에 치미가 있는 건물이 있고, 오른편 암반 위에는 이 집을 향해서 걸어가는 한 인물이 표현되어 있는 7세기 백제의 산수를 보여 주고 있다.

## 산수봉황문전
산수봉황문전은 구름과 봉황이 있는 벽돌로 상단에 삼산형 봉우리가 솟아있고, 하단에는 산수풍경을 새겼다. 산수귀문전은 산수를 배경으로 상단에 물결무늬의 구름위에 둥근 바위를 딛고 서 있는 도깨비 무늬인 반면, 연대귀문전은 연꽃모양으로 만든 대좌위에 도깨비가 서있다.

## 산수귀문전

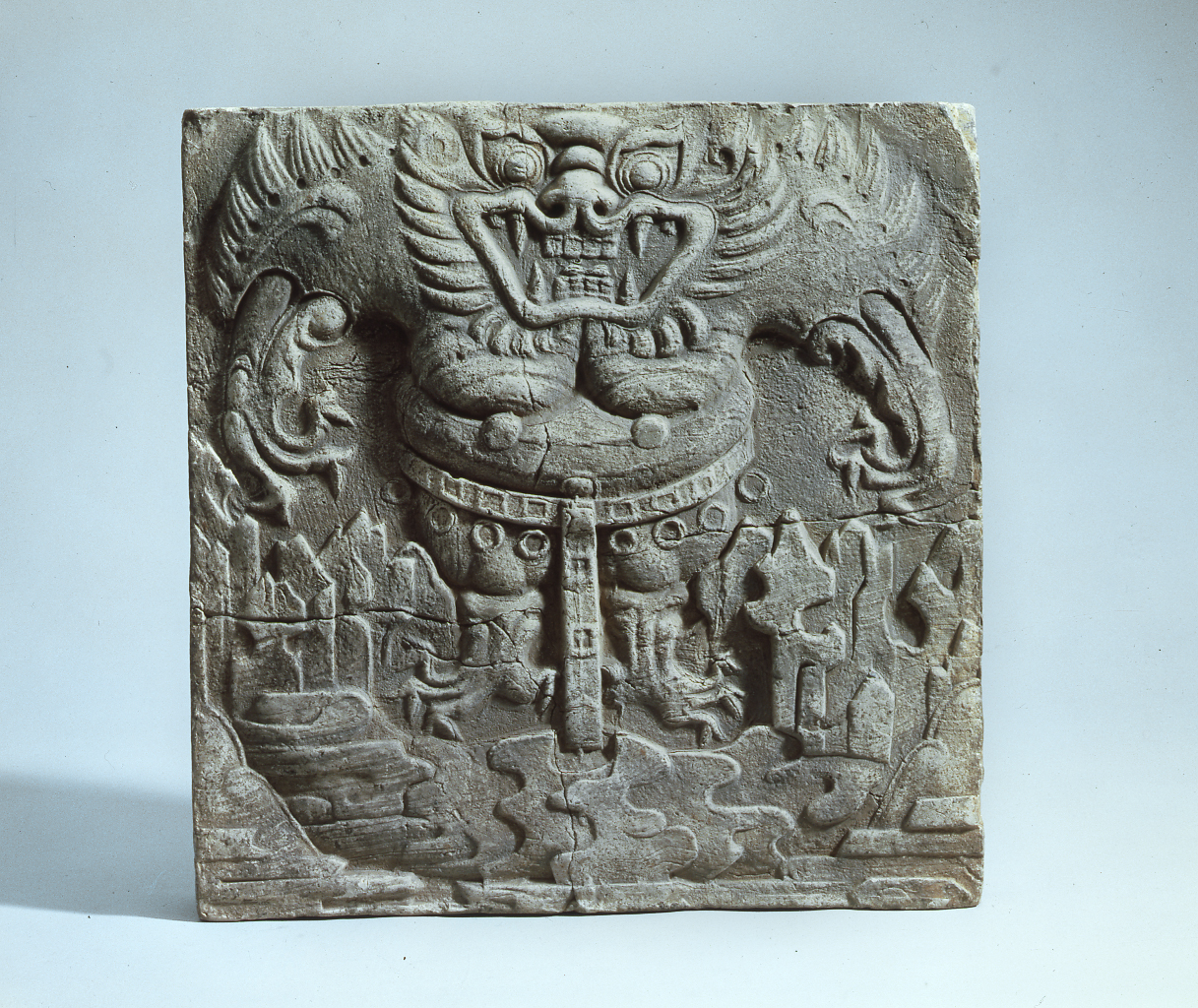
산수귀문전

산 경치 도깨비무늬 벽돌 또는 산수귀문전은 가운데 도깨비를 두고, 하단에 산 경치무늬를 나타내었다. 도깨비는 눈동자가 다 드러나도록 부릅뜬 두 눈과 하늘로 치켜 올라간 눈초리, 뭉툭한 코와 커다랗게 벌린 입, 날카로운 송곳니, 떡 벌어진 어깨와 가슴, 두툼한 뱃가죽, 주렁주렁 고리 달린 허리띠, 동물처럼 긴 손톱과 발톱, 얼굴과 어깨 위의 불꽃 무늬 갈기 등 얼핏 보기에도 야무지고 사나운 모습을 하고 있다. 하지만 가만히 들여다보면, 마치 금방 장난이라도 걸어올 듯 익살스럽기도 하다.
이 외 7점도 모두 같은 크기의 것으로 봉황·용·소용돌이 치는 구름·연화·도깨비·산수 풍경을 주제로 정교하게 제작하였다.

## 사진

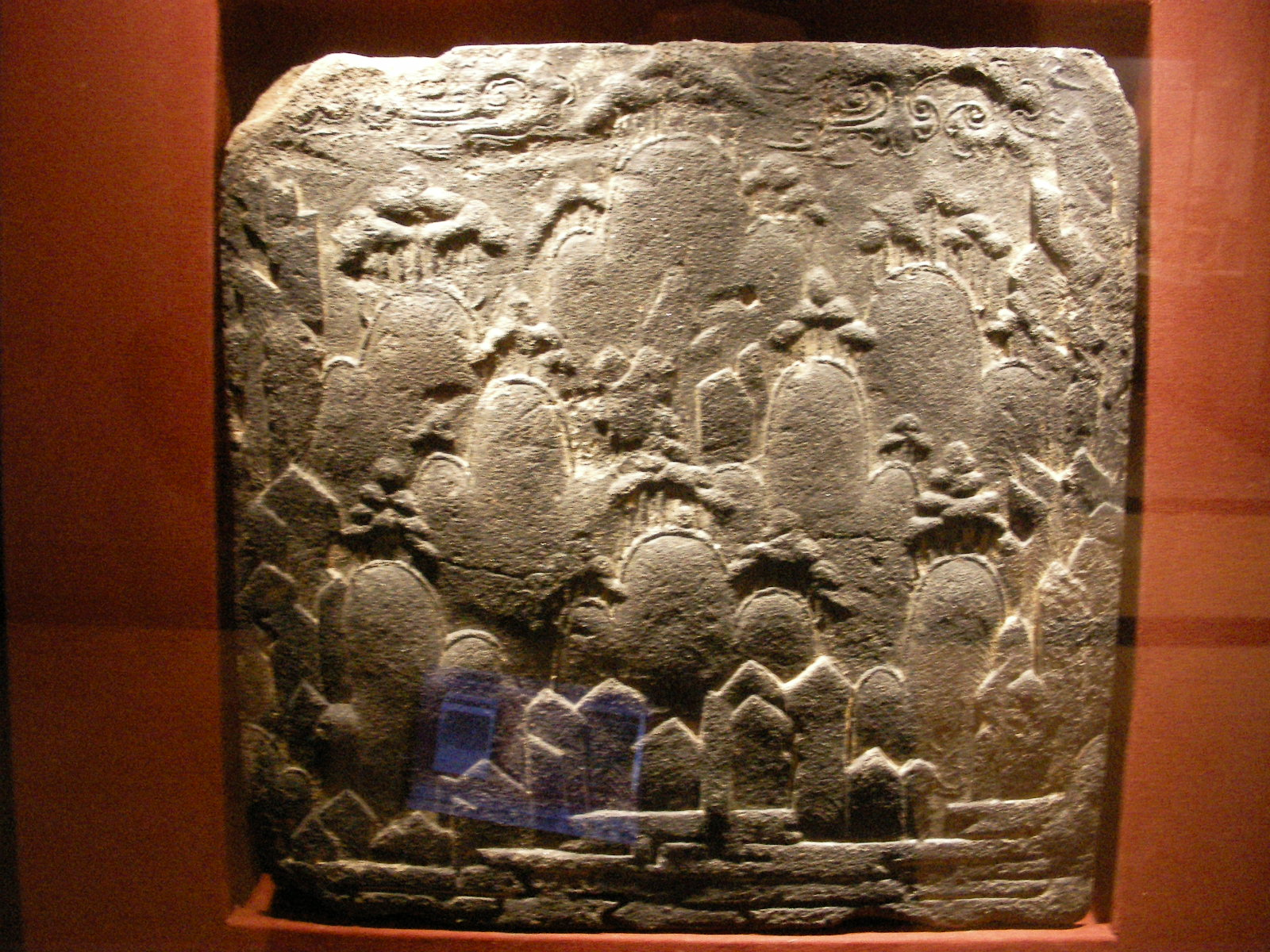
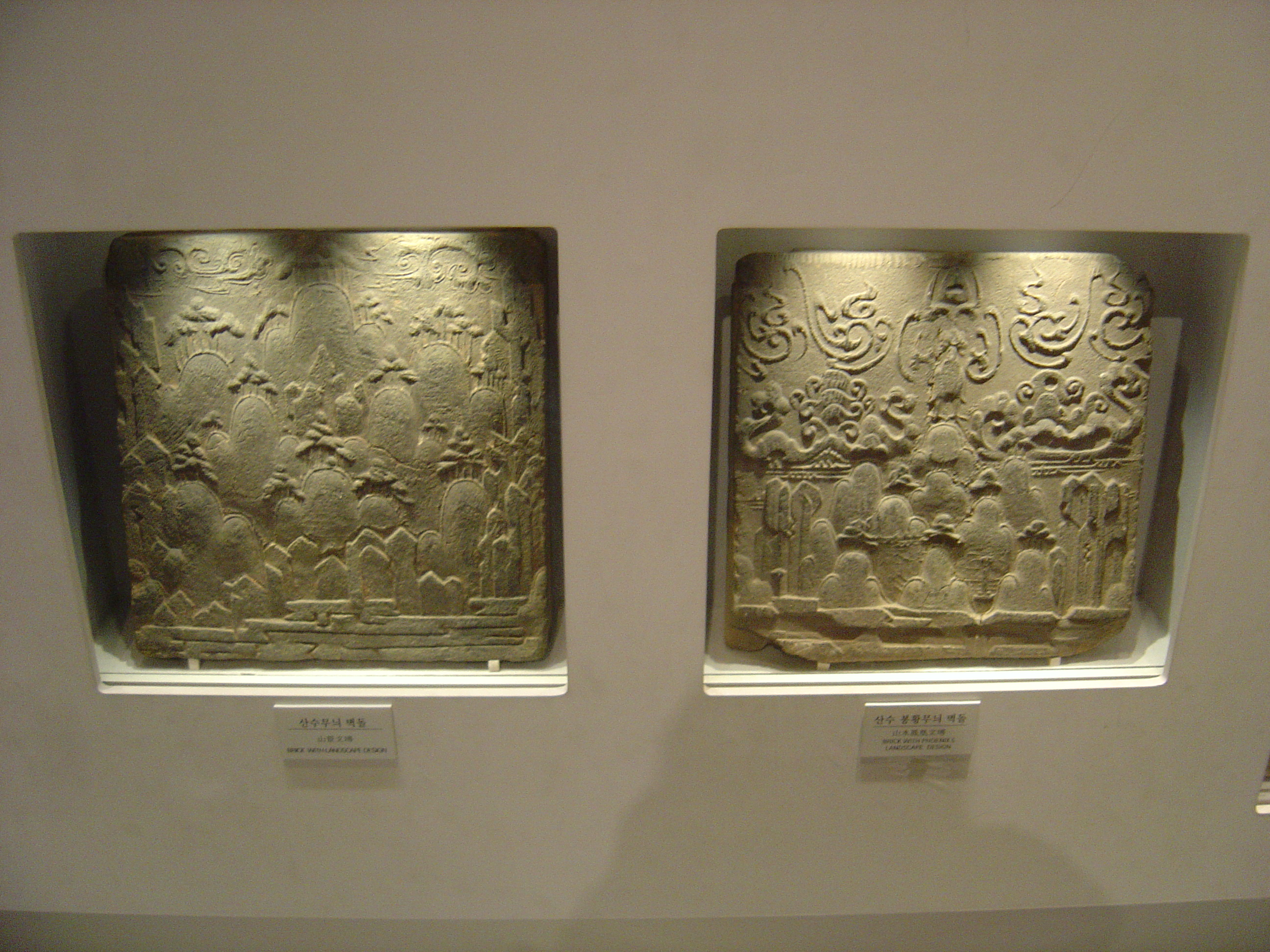

## 참고 문헌
- 부여 외리 문양전 일괄 - 국가유산청 국가유산포털
- 이병호, 백제인의 심성이 스며있는 여덟가지 무늬벽돌(山水文塼)[깨진 링크(과거 내용 찾기)]
- 본 문서에는 서울특별시에서 지식공유 프로젝트를 통해 퍼블릭 도메인으로 공개한 저작물을 기초로 작성된 내용이 포함되어 있습니다.